# Репеллент

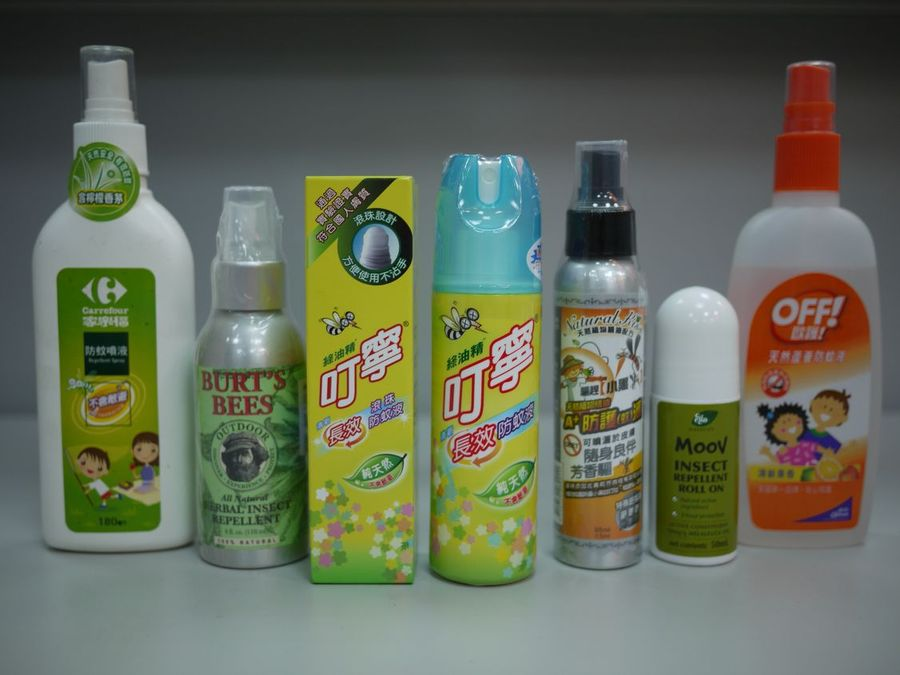
Репеллент от насекомых

Репеллент (от лат. repellens — отталкивающий, отвращающий) — природное или синтетическое химическое вещество, применяемое в бытовых целях для отпугивания членистоногих. Применяют для защиты человека от нападения кровососущих насекомых (комаров, слепней, мошек), для профилактики трансмиссивных заболеваний (против гнуса и клещей), а также для защиты предметов обихода от порчи (против моли, жуков). В отличие от инсектицидов репелленты предназначены не для уничтожения насекомых, а только для их отпугивания.

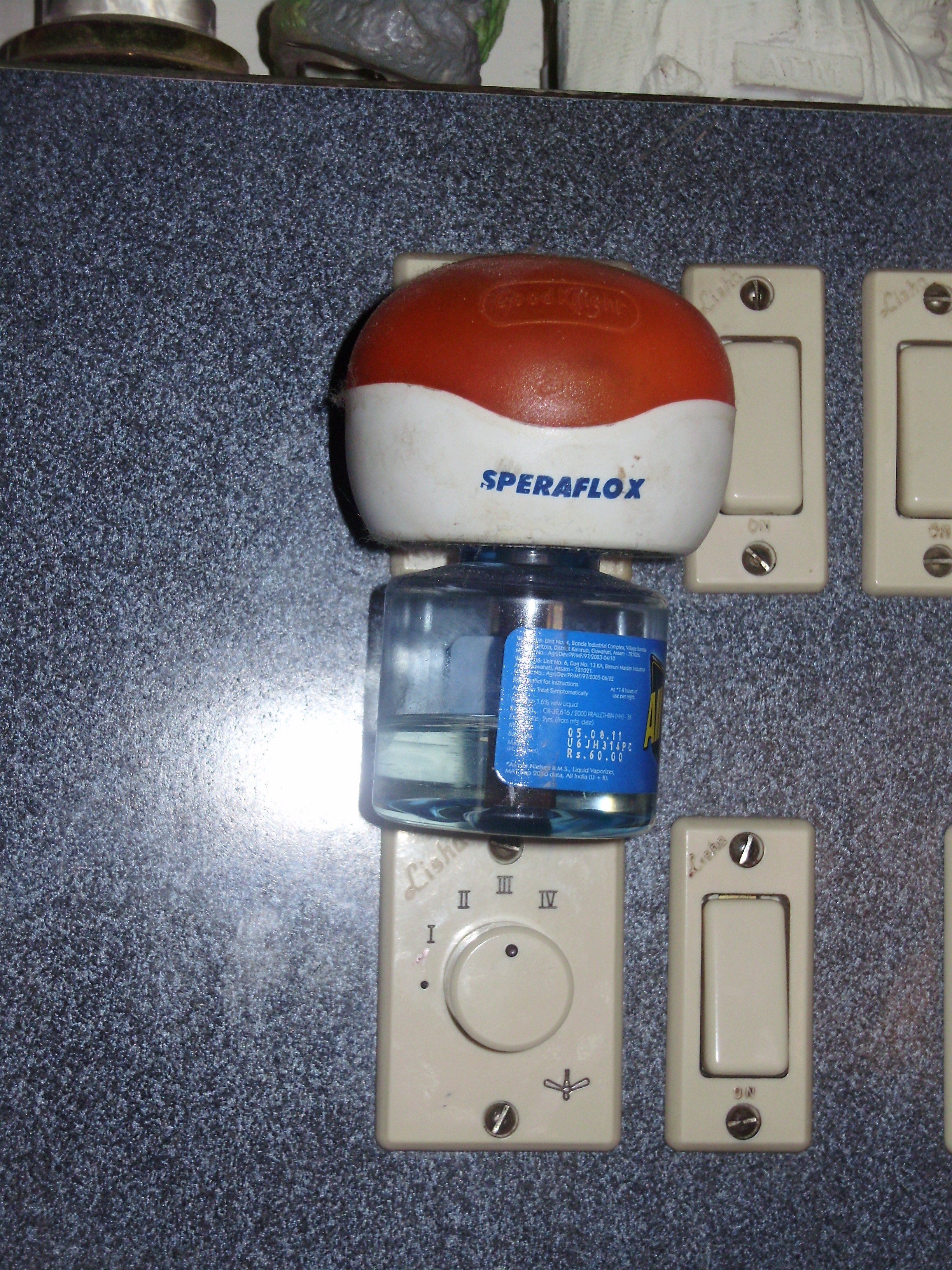

По способу действия делятся на ольфакторные (действуют на нервные окончания обонятельных органов членистоногих) и контактные (воздействующие при контакте членистоногих с обработанной поверхностью). 
Используют в виде лосьонов,  кремов, мазей, эмульсий, аэрозолей. 
Среди эффективных репеллентов выделяют диэтилтолуамид (ДЭТА), диметилфталат (ДМФ), бензоилпиперидин, оксамат, ребемид, карбоксид.
Репеллентным действием также обладают гвоздичное масло (или отвар гвоздики), анисовое масло, валериановые капли, камфора, дёготь.